# Gare d’Antibes
Gare d’Antibes vasútállomás Franciaországban, Antibes településen.

## Vasútvonalak
Az állomást az alábbi vasútvonalak érintik:
- Marseille–Ventimiglia-vasútvonal

## Kapcsolódó állomások
A vasútállomáshoz az alábbi állomások vannak a legközelebb:
- Gare de Biot
- Gare de Juan-les-Pins
- Gare de Cannes
- Gare de Nice-Saint-Augustin